# JR九州キハ71系気動車
- 国鉄キハ58系気動車 > JR九州キハ71系気動車
- 国鉄キハ65形気動車 > JR九州キハ71系気動車

キハ71系気動車（キハ71けいきどうしゃ）は、九州旅客鉄道（JR九州）の特急形気動車。

## 概要
久大本線沿線の湯布院町（現・由布市）・日田市・九重などの観光地と福岡市・北九州市を結ぶ観光特急「ゆふいんの森」用に、1989年（平成元年）3月11日のダイヤ改正にあわせて登場した。増備車両登場以降は「ゆふいんの森I世」とも称される。
同年のグッドデザイン商品（当時）に選定された。
キハ58形およびキハ65形の改造車であるが、車体は完全に新製（JR九州 小倉工場製。ノックダウン生産。ただし、キハ70-2は構体部材から自社で製作した完全な新製車体）しており、また後述の2003年更新の際に台車を除いて多くの機器の交換を行っている関係で原形の面影はほとんどない。

## 構造
ここでは落成時の構造について述べる。

### 外装
1930年代のヨーロッパ（特にドイツ）の流線型気動車を彷彿とさせる、レトロ感覚の曲線的デザインを取り入れた車体構造である。先頭車・中間車とも客室部はハイデッカー構造とされ、側面窓も大型になっている。また、窓の部分は内側に10度傾斜している。先頭部は非貫通構造で、前面窓は上下2段に配置されている。塗装はオリーブグリーンのメタリック塗装■を施し、金色■の帯が入っている。

### 内装
客室部はハイデッカー構造で、乗降デッキ部分とは60 cmの高低差がある。座席はすべて前後間隔960 mm、インアームテーブル（肘掛内蔵テーブル）設置のリクライニングシートである。床材に難燃性木材を使用し、荷棚などの金属部分は金メッキ処理として豪華さを演出している。ハイデッカーであるため天井を高くすることができず、荷棚に大きな荷物を置くことができないので、荷物置き場やコインロッカーが設置されている。

#### その他のサービス設備など
中間車のキハ70 1にビュッフェを設置している（大型時刻表での表記はカフェテリアとされていた）。ビュッフェには冷蔵庫や電子レンジ・電気ポット・コーヒーメーカー・アイスクリームストッカーなどを設置し、軽食や飲み物を販売できるようになっている。さらに列車電話を1台設置する。トイレは両先頭車（下記のキハ70 2を除く）に和式トイレと洗面所を1か所ずつ設置している。
増備中間車のキハ70 2は客室の一部は「ゆとりのスペース」としてアートギャラリーとされた。また男性用小便所と車内販売準備室を設置している。

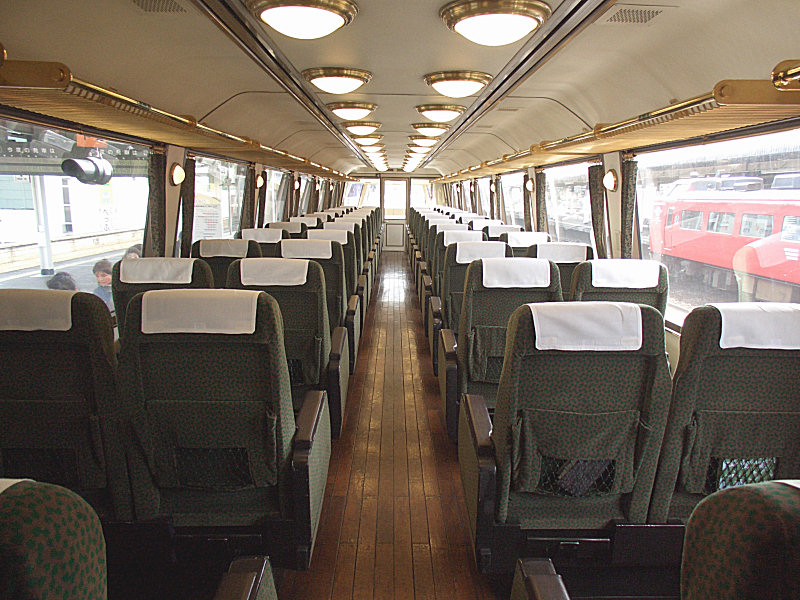
キハ71 2 車内
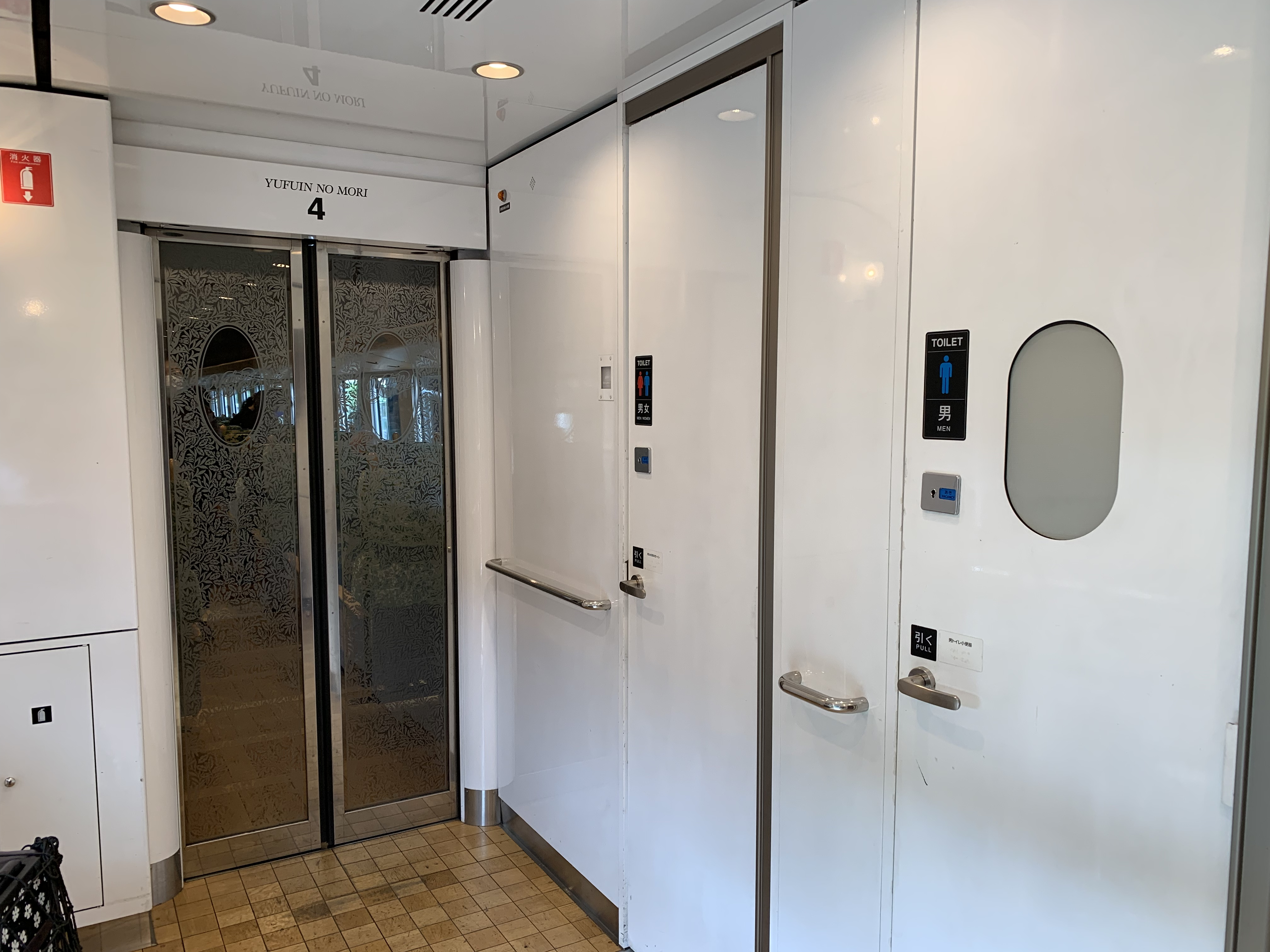
キハ71 2 トイレ
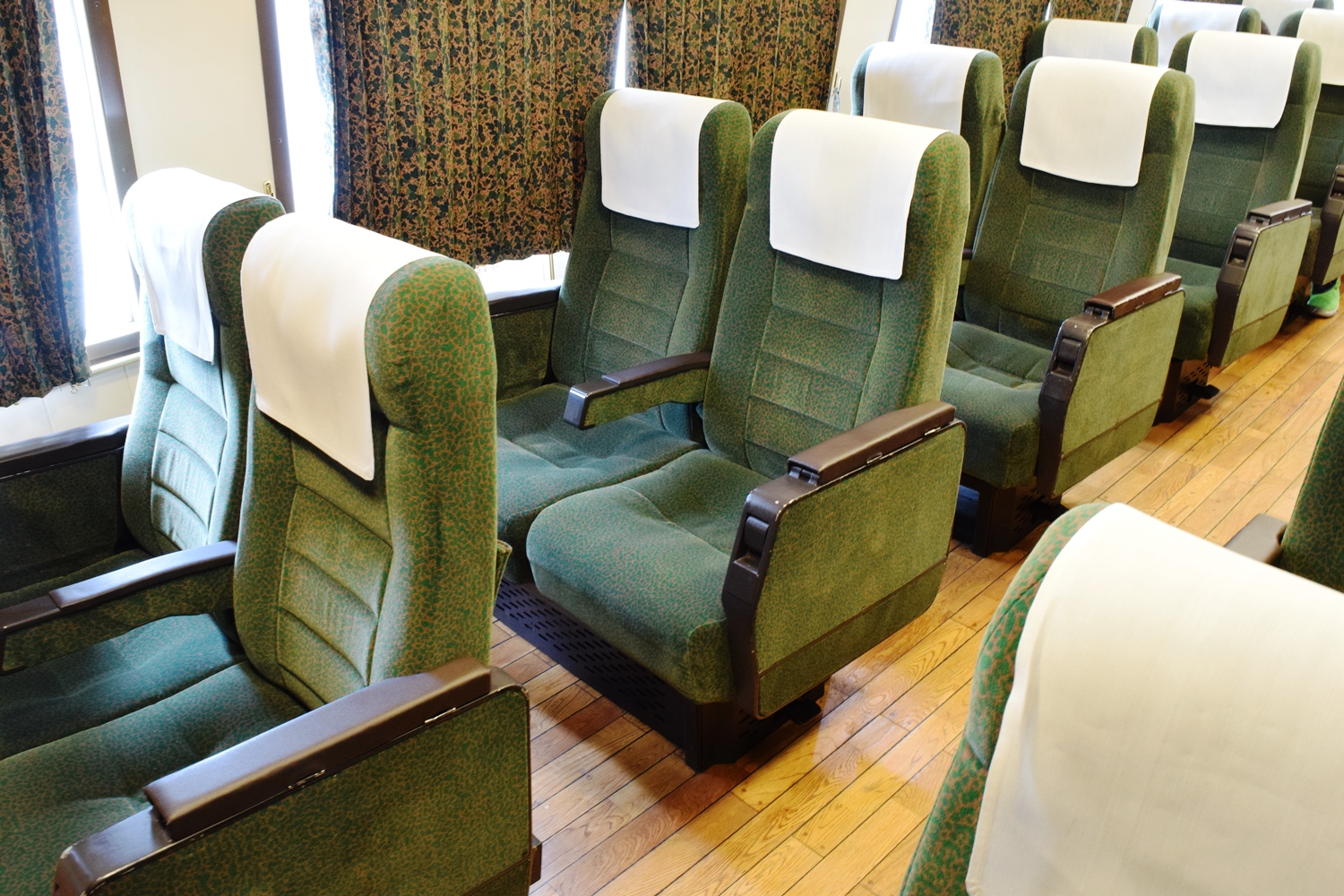
キハ71 1 座席
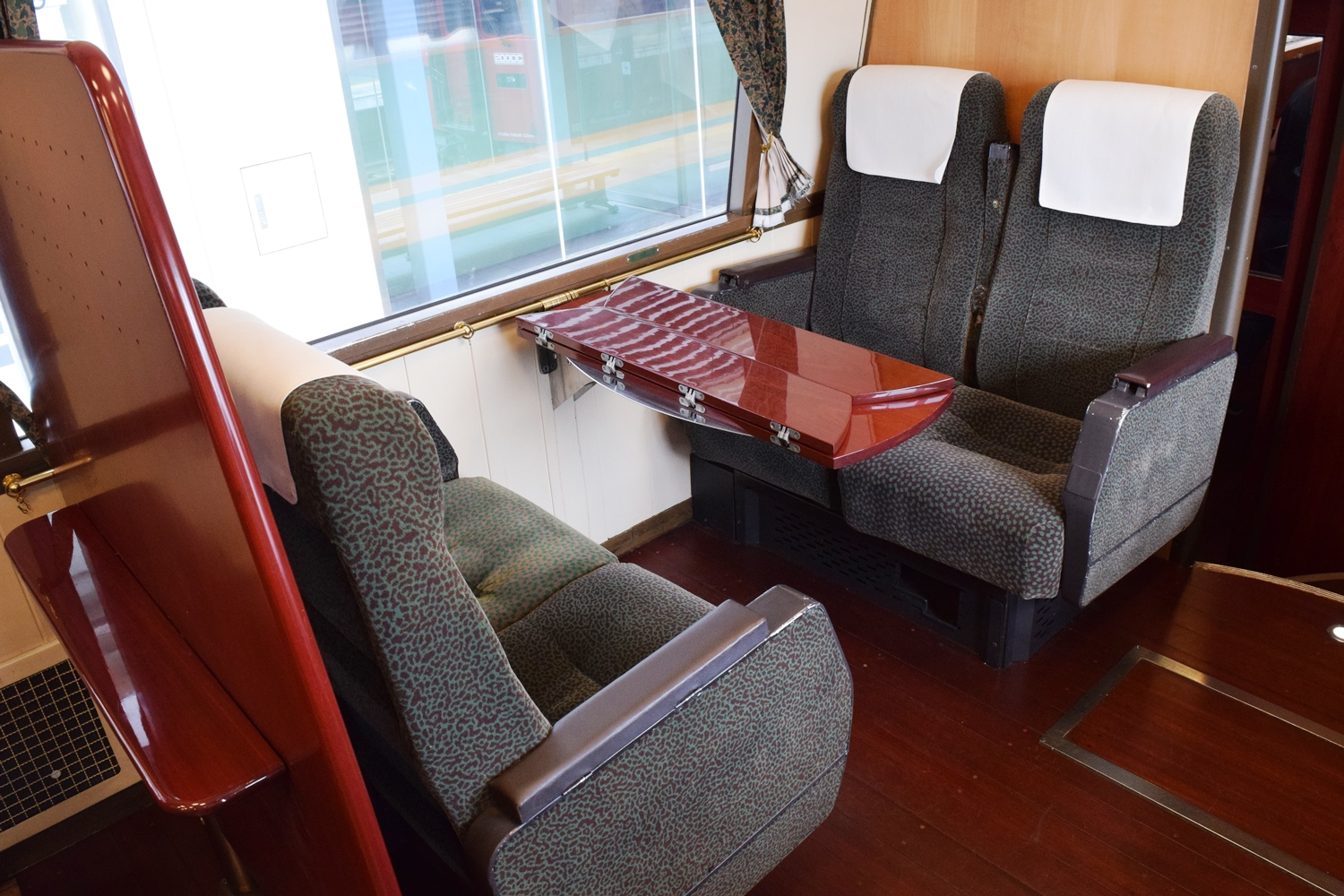
キハ70 1 セミコンパートメント
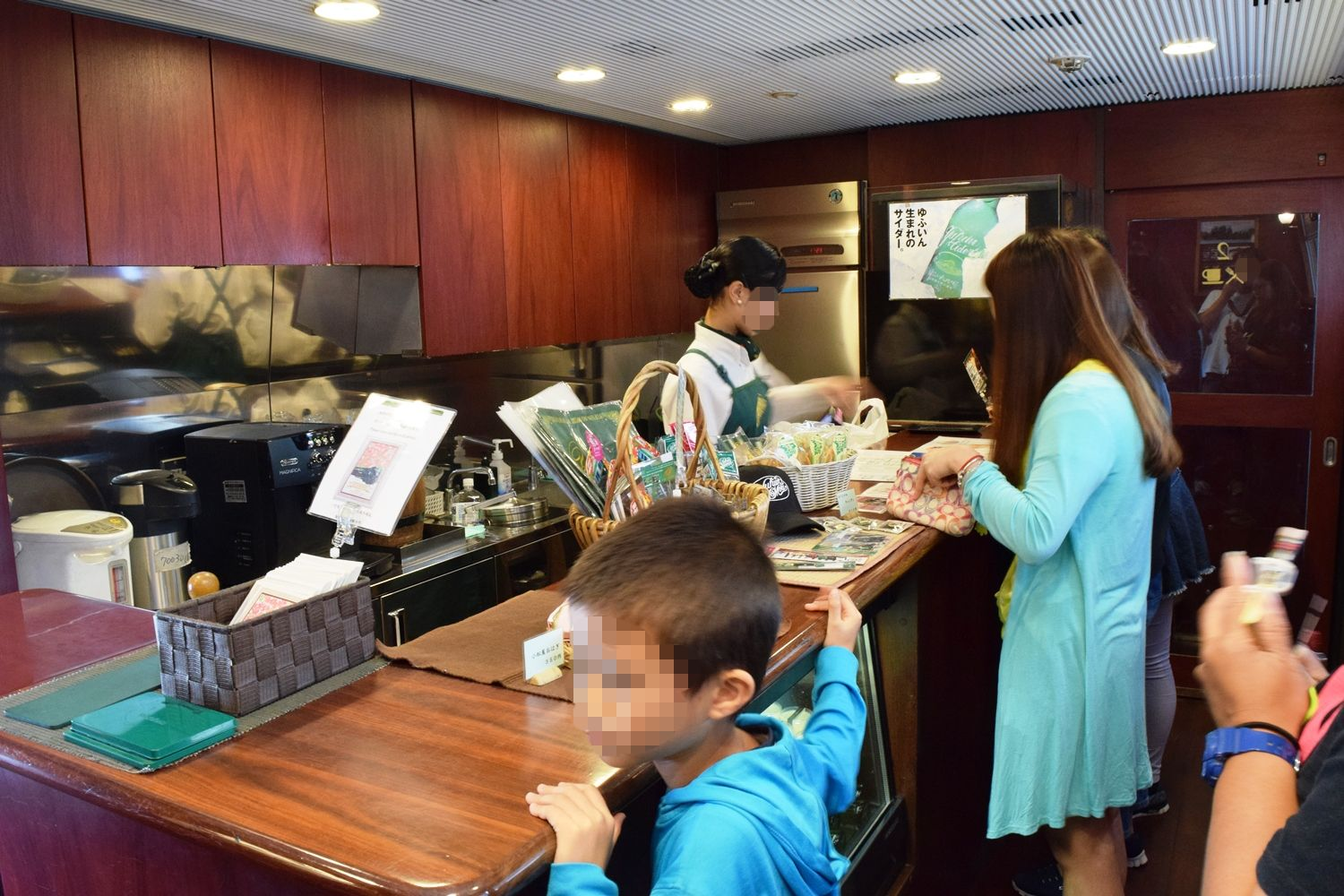
キハ70 1 ビュッフェ
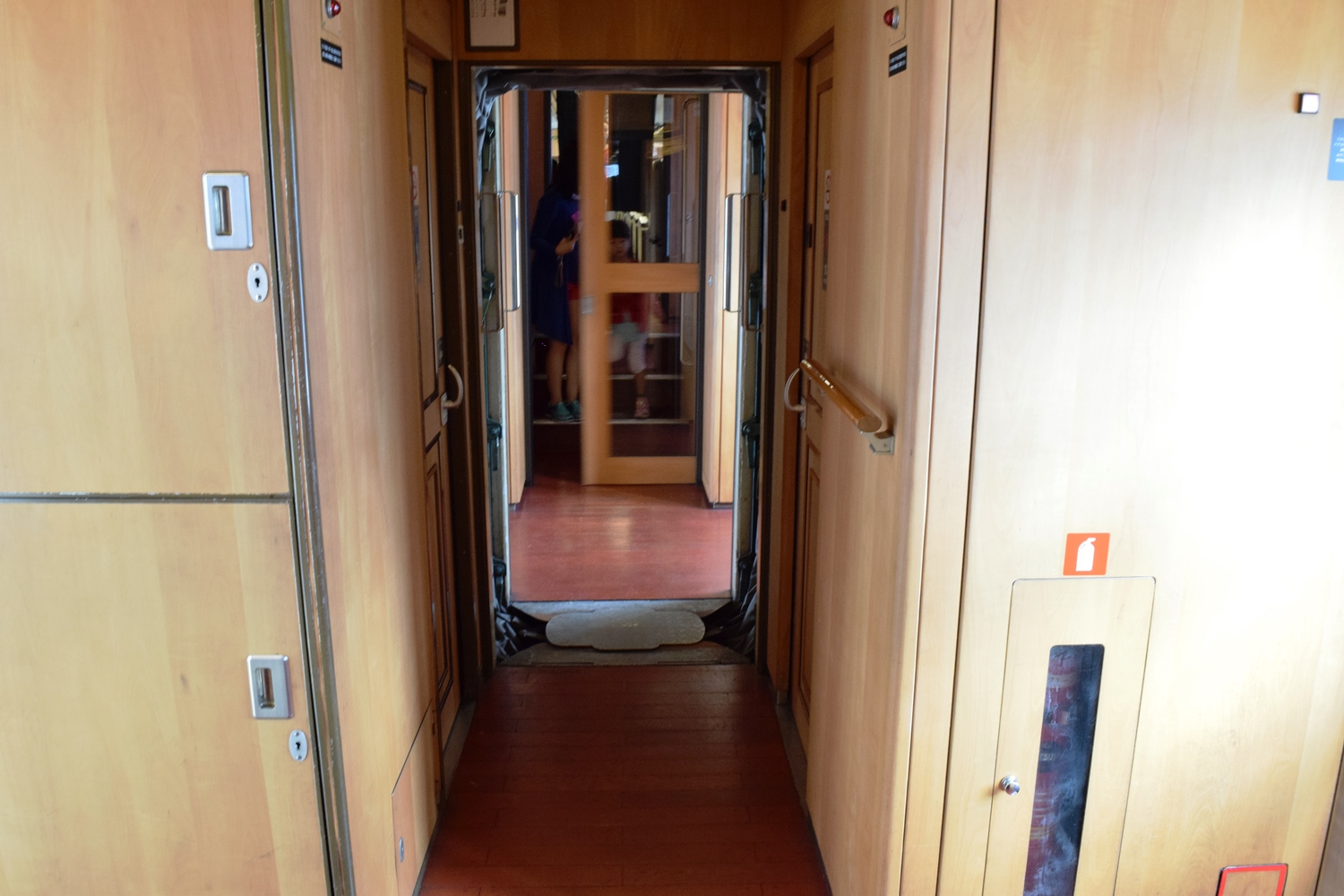
キハ70 1 デッキ

### 駆動装置
台車・エンジンはキハ58・65形から流用しており、キハ65形改造のキハ71形はDT39B・TR218B空気ばね台車でDML30HSDエンジン (500 PS / 1600 rpm) 1台、キハ58形改造のキハ70形はDT22C揺れ枕吊り式のコイルばね台車でDMH17Hエンジン (180 PS / 1500 rpm) 2台を装備した。冷房用電源エンジンはキハ65形以来の4VK電源装置をキハ71形に搭載するが（後述のとおり1992年に取り替え）、ハイデッカー構造とされたため冷房装置は床中設置方式（台枠上面と客室床面の間の空間）のAU601K形を新製している。装置は三相交流400V,50Hzを電源とするもので、室外機2台（AU601KS形）と室内機1台（AU601KN形）から構成するセパレート方式としており、冷凍能力17.44 kW（15,000 kcal/h）の機器を各車2台設置する。キハ70 2のアートギャラリーと両乗務員室には、専用の冷房装置を備えている。

#### 機関高出力化工事
運用開始後は大変な人気があり、乗客の混雑による停車時分の増加を招いており、特に湯布院駅では列車遅延が大きな問題となっていた。ただし、改造当初の運転性能ではダイヤに余裕が少ないことから、新たに新製したキハ70 2のみ機関の高出力化工事を行い、性能向上による余裕時分の確保が行われた。1991年（平成3年）2月22日付、小倉工場施工。機関を180PS×2から300PS×2に増強、変速機は逆転機内蔵の変速および直結2段とした。

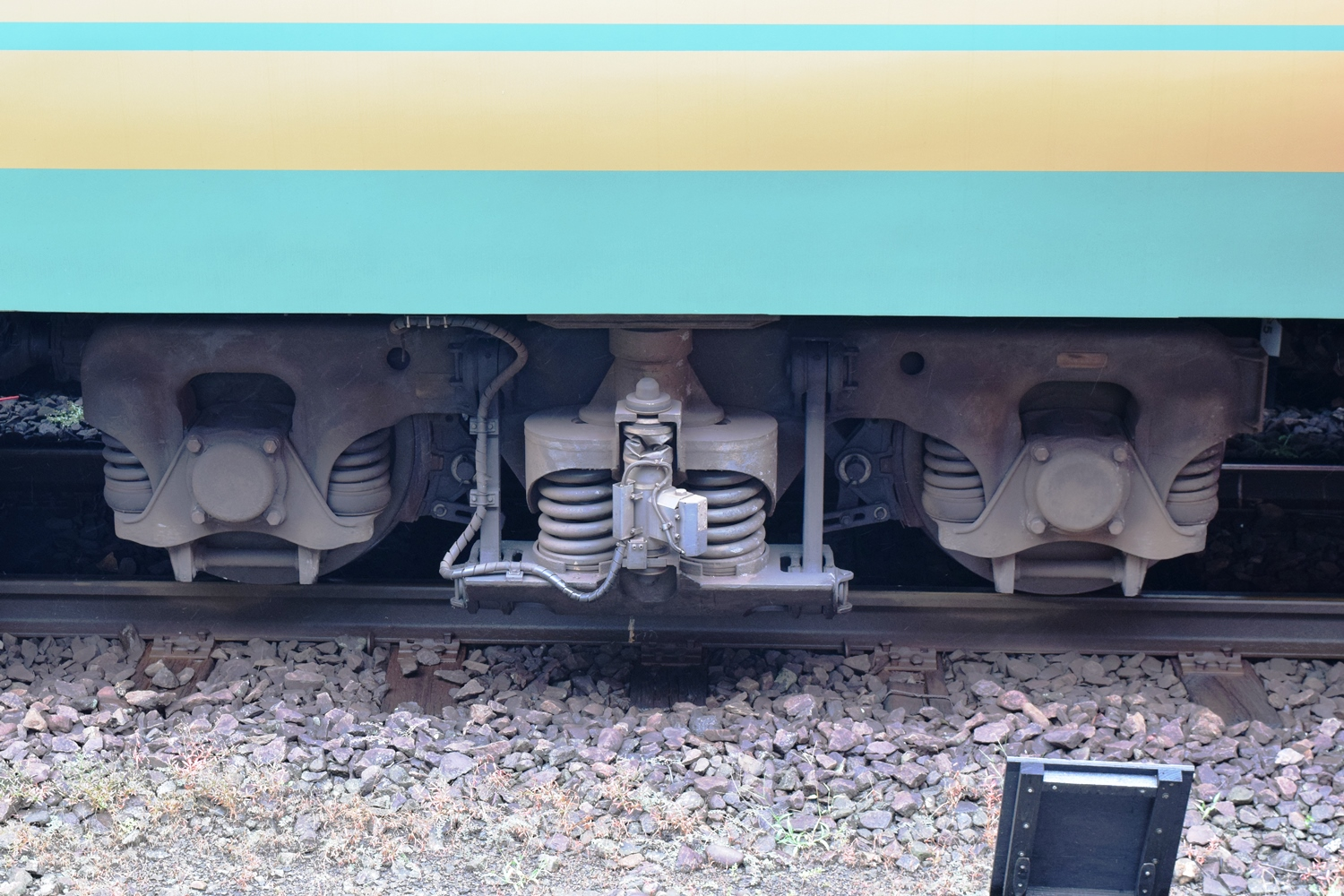
キハ70形 DT22C動力台車
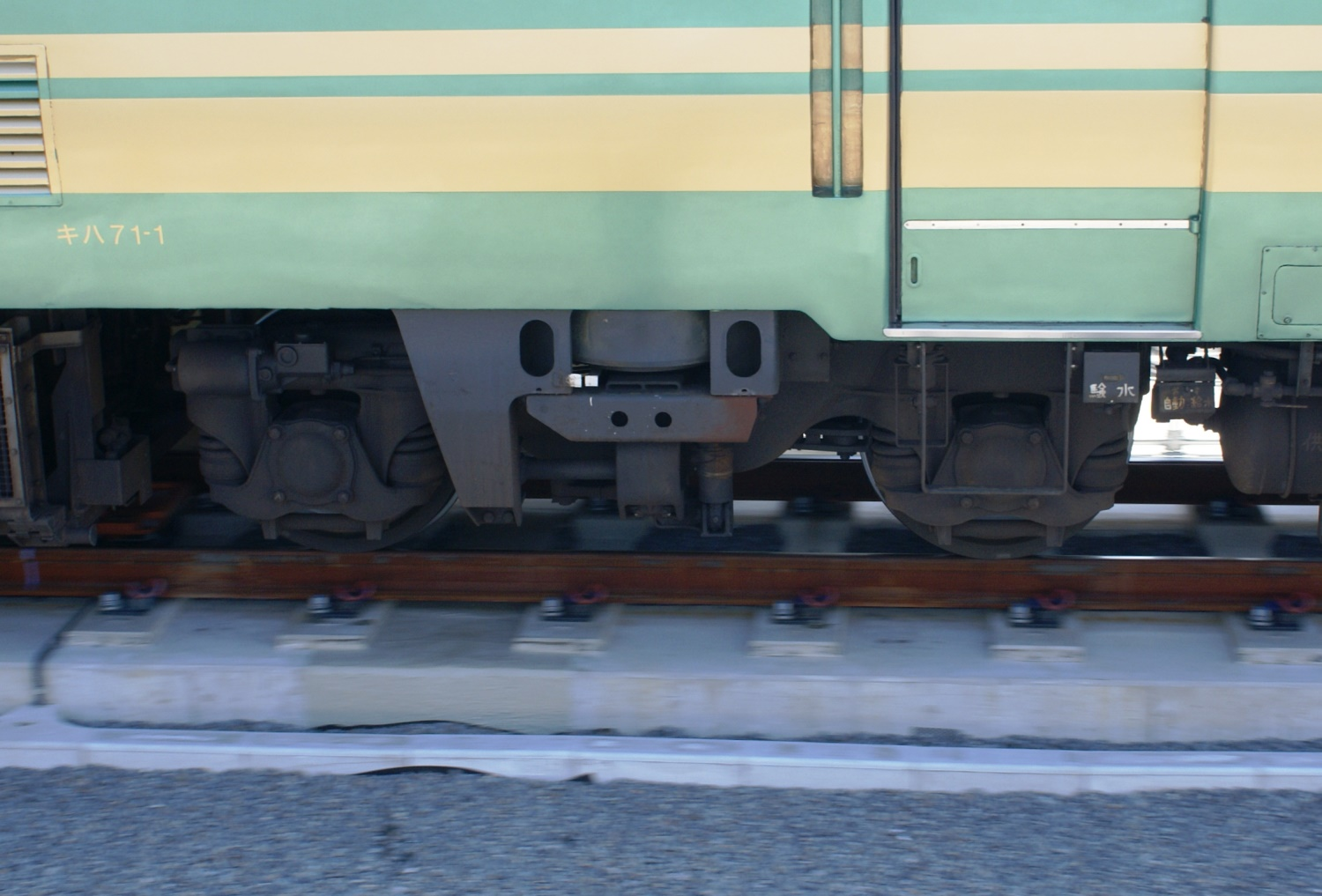
キハ71形 DT39B動力台車
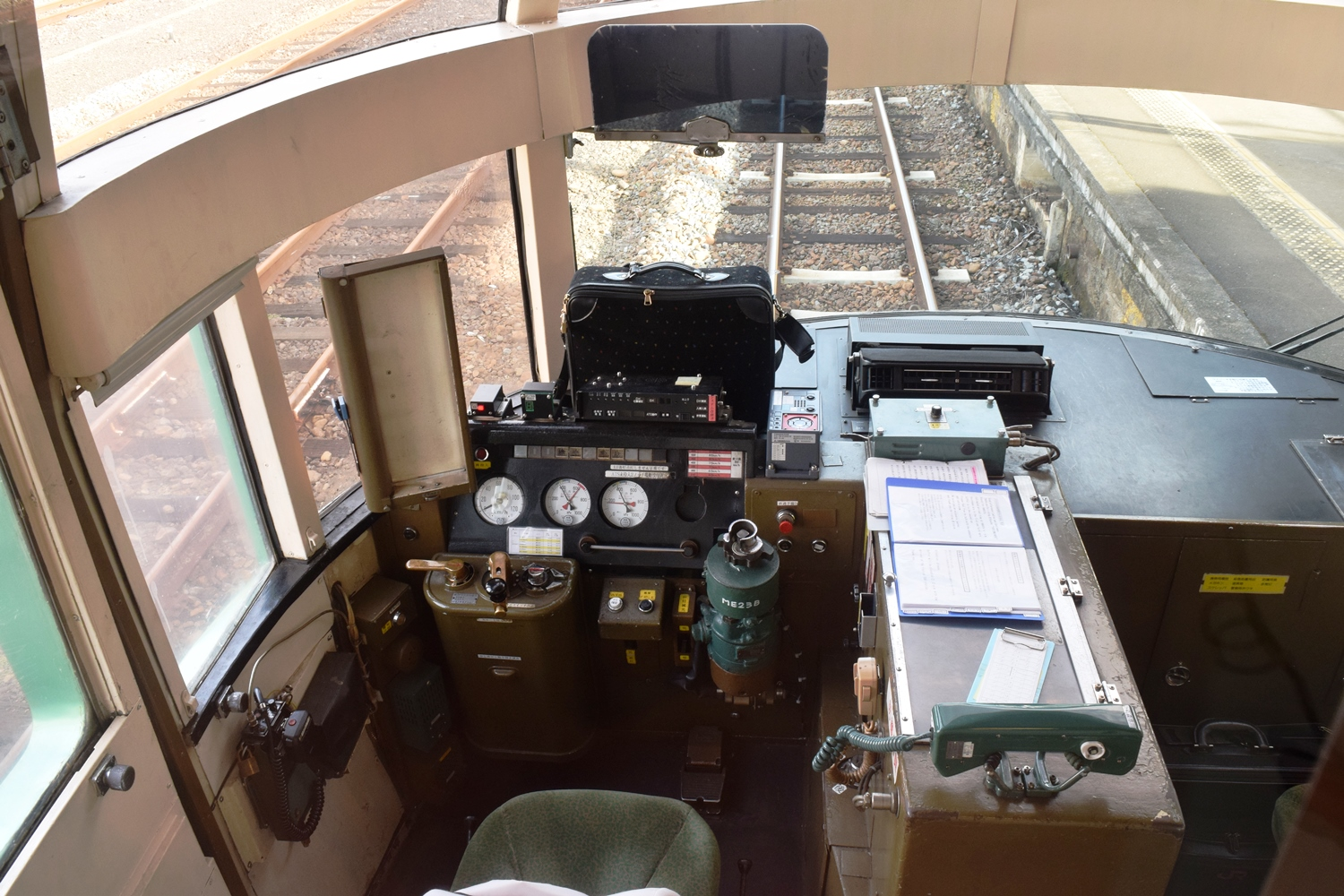
キハ71 1 運転席

### 編成表
| 車両番号 | 号車  | 種車       | 種車製造日（製造所）          | 新製配置 | キハ71系化    | 備考 |
| -------- | ----- | ---------- | ----------------------------- | -------- | ------------- | ---- |
| キハ71-1 | 1号車 | キハ65-51  | 1970年5月7日（日本車輛製造）  | 長野     | 1989年2月28日 |      |
| キハ70-1 | 2号車 | キハ58-490 | 1964年2月1日（新潟鐵工所）    | 新潟     | 1989年2月28日 |      |
| キハ70-2 | 3号車 | キハ58-436 | 1963年6月29日（東急車両製造） | 松本     | 1990年4月26日 |      |
| キハ71-2 | 4号車 | キハ65-19  | 1970年2月20日（日本車輛製造） | 竹下     | 1989年2月28日 |      |

|          | ← 博多湯布院 →           |                                    |                                    |                          |
| 号車     | 1                        | 2                                  | 3                                  | 4                        |
| 車号     | キハ71 - 1 （Mc）        | キハ70 - 1 （M）                   | キハ70 - 2                         | キハ71 - 2 （M'c）       |
| 車内設備 | 運転室 コインロッカー WC | コインロッカー ビュッフェ 公衆電話 | アートギャラリー 男性WC 車販準備室 | 運転室 コインロッカー WC |
| 機関形式 | DML30HSD （500PS）       | DMH17H×2 （180PS×2）               | DMF13HZ SA6D125H-1 （300PS×2）     | DML30HSD （500PS）       |
| 変速機   | DW14×1                   | TC2A×2                             | TACN22-1603 TACN22-1603A           | DW14×1                   |

1. ↑  1991年の機関高出力化工事後。工事前はキハ70-1と同じ。
2. ↑  1991年の機関高出力化工事後。工事前はキハ70-1と同じ。

- WC：トイレ
- 気動車であるが、Mcなどの呼称を使用している文献がある[7]
- 出典[5]

## 落成後

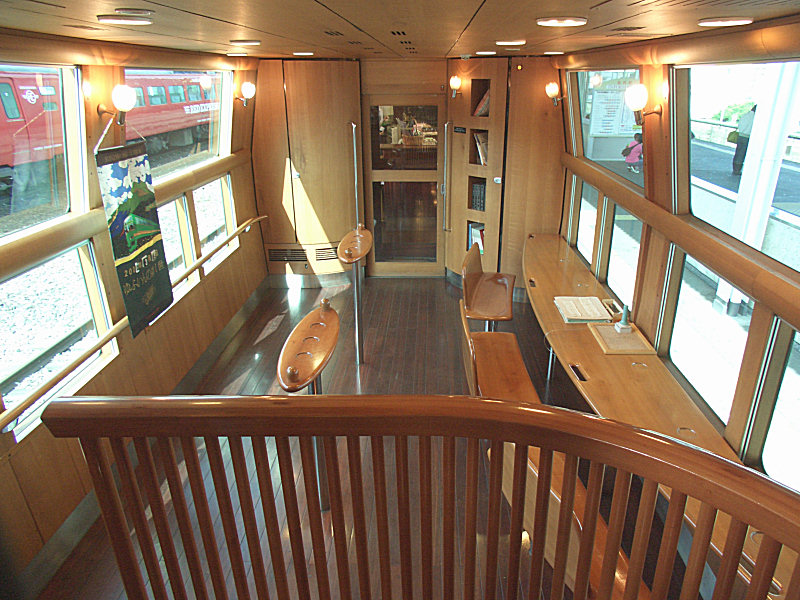
キハ70 2 サロンスペース

落成後は一貫して特急「ゆふいんの森」に使用されているが、団体臨時列車に使用されることもあり、一例として2009年に長崎本線・佐世保線・大村線を経由してハウステンボス駅まで入線実績がある。また1993年（平成5年）7月7日、団体臨時列車「大分県観光キャンペーン列車」として、自力走行で山陽本線経由による大阪駅まで入線した実績を持つ。到着から発車までの昼間時間帯には大阪駅で展示会と、大分の観光PRが行われた。
1990年（平成2年）4月29日より中間車を1両追加して4両編成とされた。
1992年（平成4年）2月から3月にかけて全般検査のため小倉工場に入場した。合わせて冷房改良、アコモ改善として座席モケットの交換と床材の交換が実施された。さらに電源エンジンの交換による出力アップが行われた。1992年（平成4年）3月19日付、小倉工場施工。
1995年（平成7年）7月中旬には二度目のリニューアルが実施され、座席モケットの交換、床材の塗り替え、内装品の金メッキ再処理を施工したほか、またトイレの処理方式が従来の循環式から真空吸引式に改造された。同時にキハ70 2については、方向転換の上でアートギャラリーとビュッフェが隣接するように改められた。

### リニューアル工事
2003年（平成15年）3月に小倉工場でリニューアル工事が実施された。基本コンセプトは「天然の木の香り漂う光と緑のサロンカー」をキーワードに、「緑の森、ゆたかな21世紀の九州の旅へ」をキャッチフレーズとした。
- 3号車のキハ70 1のビュッフェ→カフェテリアはショーケースとビールサーバーを新設して内装材を天然木（ブラッドウッド）に変更した[5][14]。カフェテリアの隣に4人掛けセミコンパートメント席（ボックスシート）を設けたほか、公衆電話室を設置した[5][14]。
- 2号車のキハ70 2のアートギャラリーはサロンスペースに改めた[14]。テーブル・ベンチにはは最高級の天然木「ペアウッド」を使用している[5]。
- 全車両を禁煙にしたことから、4号車のキハ71 1に喫煙ルームを新設した[14]（後に荷物置場に改造）。
- 1号車・4号車の和式トイレを洋式トイレに改装し、洗面所があった場所は女性専用の洋式トイレに改装した[5][14]。
- 各車両1か所、ミニサロンを新設した[14]（後に荷物置場などに改造）。ミニサロンのテーブル・ベンチにも天然木「ペアウッド」を使用している[5]。
- 各車両の出入台（デッキ）は全面的に天然木「ペアウッド」の突板を使用し、床材には天然木のフローリング材を使用している[5]。
- このほか、車両間の仕切扉を電気式に取り替え、車内放送装置の取り替え[5]。車両間に制振幌の取り付けと渡り板の改良、車外に転落防止幌を設置[5]。

|          | ← 博多湯布院 →        |                                |                           |                       |
| 号車     | 4                     | 3                              | 2                         | 1                     |
| 車号     | キハ71 - 1 （Mc）     | キハ70 - 2                     | キハ70 - 1 （M）          | キハ71 - 2 （M'c）    |
| 車内設備 | 運転室 WC 喫煙ルーム  | ボックスシート サロン          | カフェテリア 公衆電話室   | 運転室 WC             |
| 機関形式 | SA6D125HD-1 （360PS） | DMF13HZ SA6D125H-1 （300PS×2） | SA6D125H-1A×2 （300PS×2） | SA6D125HD-1 （360PS） |
| 変速機   | DW14E-1×1             | TACN22-1603×1 TACN22-1603A×1   | TACN22-1612A×2            | DW14E-1×1             |

1. ↑  後に喫煙ルームは荷物置場に改造。ミニサロンは多目的室に改造。
2. ↑  後に公衆電話は撤去。
3. ↑  機関・変速機換装なし。
4. ↑  機関・変速機換装なし。

- WC：トイレ（女性用洋式1か所 + 男女兼用洋式1か所）
- 各車両にミニサロンを設置（後に荷物置場などに改造）
- 気動車であるが、Mcなどの呼称を使用している文献がある[7]
- 出典[5]

リニューアルにあわせて機関換装が行われた。キハ71形のエンジンはコマツ製SA6D125HD-1 (360 PS / 2,000 rpm) に、キハ70形（キハ70 1のみ）のエンジンもコマツ製SA6D125H-1A(300 PS / 2,000 rpm)×2にそれぞれ変更され（機関性能はJR九州の公式資料による）、変速機（爪クラッチに交換）もあわせて更新を受けたが、ブレーキの関係で最高速度の向上は行われなかった。リニューアルで実施されたのは「機関換装工事」（キハ70 2除く）、「客室整備工事」（全車）、「電源機関エアクリーナ取付工事」（キハ71 1・2）、「特定フロン対策工事」（全車）。各車両にデッドウェイト（死重）を搭載した。
2016年（平成28年）には、車体に取付けられた加速度センサーにより、空気ばねまたはコイルばねに平行して取付けたダンパの減衰力を切替えて車体の上下振動を緩和させる油圧式の可変減衰上下動セミアクティブダンパを、すべての台車に取り付け乗り心地の向上が図られた。台車についてはキハ71形の軸周りが多少改修された以外は従来のままとされている。